# Koktokay (köpinghuvudort i Kina, Xinjiang Uygur Zizhiqu, lat 47,22, long 89,82)
Koktokay (kinesiska: 可可托海, 可可托海镇) är en köpinghuvudort i Kina. Den ligger i den autonoma regionen Xinjiang, i den nordvästra delen av landet, omkring 420 kilometer nordost om regionhuvudstaden Ürümqi. Antalet invånare är 5 120. Befolkningen består av 2 579 kvinnor och 2 541 män. Barn under 15 år utgör 19,0 %, vuxna 15-64 år 73 %, och äldre över 65 år 6,0 %.
Runt Koktokay är det mycket glesbefolkat, med 2 invånare per kvadratkilometer. Koktokay är det största samhället i trakten. Trakten runt Koktokay består i huvudsak av gräsmarker.
Genomsnittlig årsnederbörd är 231 millimeter. Den regnigaste månaden är juli, med i genomsnitt 36 mm nederbörd, och den torraste är mars, med 7 mm nederbörd.